# Ричарлисон
Ричáрлисон де Андрáде (на португалски: Richarlison de Andrade) роден на 10 май 1997 г. е бразилски футболист, нападател на Тотнъм Хотспър и националния отбор по футбол на Бразилия.
Започва професионалната си кариера през 2015 г. в Серия Б като футболист на Америка Минейро, след което  преминава във Флуминенсе. През сезон 2017 – 2018 е привлечен от Уотфорд, а през следващия сезон подписва договор с Евертън, за който отбор има най-много мачове и голове. От 2022 г. е играч на Тотнъм.
Дебютира за националния отбор по футбол на Бразилия на 27 август 2018 г. и триумфира в турнира Копа Америка през 2019 г. В първия си мач на световно първенство през 2022 г. отбелязва 2 гола за победата с 2:0 срещу Сърбия. На осминафинала се отличава с 1 гол, асистенция и спечелена дузпа за победата с 4:1 срещу Южна Корея.

## Постижения
Тотнъм Хотспър
- Лига Европа: 2025

Бразилия
- Носител на Копа Америка: 2019

Бразилия до 23
- Олимпийски шампион: 2020